# Evgenija Šiškova
Evgenija Vasil'evna Šiškova (in russo Евгения Васильевна Шишкова?; Leningrado, 18 dicembre 1972 – Washington, 29 gennaio 2025) è stata una pattinatrice artistica su ghiaccio sovietica, dal 1991 russa, specializzata nel pattinaggio artistico su ghiaccio a coppie.

## Biografia
Insieme a Vadim Naumov vinse l'oro al Campionato del mondo nel 1994. La coppia si aggiudicò anche un argento (1995) e un bronzo (1993) al Campionato del mondo e un argento (1994) e quattro bronzi (1991, 1992, 1993 e 1995) al Campionato europeo. 
Morì in un incidente aereo, avvenuto nei pressi di Washington il 29 gennaio 2025. Con lei perì anche l'altro campione russo, nonché suo marito, Vadim Naumov. La coppia lasciò un figlio, Maxim Naumov, anch'egli pattinatore.

## Palmarès
GP: Champion Series/Grand Prix
Con Naumov:
- Unione Sovietica (URS): Dall'inizio della carriera fino a dicembre 1991
- Comunità degli Stati Indipendenti (CIS): Campionato europeo 1992
- Squadra Unificata ai Giochi olimpici (EUN): Giochi olimpici del 1992
- Russia (RUS): Dalla stagione 1992–93 fino alla fine della carriera

| Internazionali            | Internazionali | Internazionali | Internazionali | Internazionali | Internazionali | Internazionali | Internazionali | Internazionali | Internazionali | Internazionali |
| Evento                    | 1988–89        | 1989–90        | 1990–91        | 1991–92        | 1992–93        | 1993–94        | 1994–95        | 1995–96        | 1996–97        | 1997–98        |
| ------------------------- | -------------- | -------------- | -------------- | -------------- | -------------- | -------------- | -------------- | -------------- | -------------- | -------------- |
| Giochi olimpici invernali |                |                |                | 5°             |                | 4°             |                |                |                |                |
| Campionati mondiali       |                |                | 5°             | 5°             | 3°             | 1°             | 2°             | 4°             |                |                |
| Campionati europei        |                |                | 3°             | 3°             | 3°             | 2°             | 3°             |                | 5°             |                |
| GP Finale                 |                |                |                |                |                |                |                | 1°             |                | 5°             |
| GP Cup of Russia          |                |                |                |                |                |                |                |                |                | 2°             |
| GP NHK Trophy             |                |                |                |                |                |                |                | 1°             | 2°             |                |
| GP Skate America          |                |                |                |                |                |                |                |                |                | 2°             |
| GP Skate Canada           |                |                |                |                |                |                |                | 1°             |                |                |
| Centennial On Ice         |                |                |                |                |                |                |                | 1°             |                |                |
| Goodwill Games            |                |                |                |                |                |                | 3°             |                |                |                |
| Internationaux de Paris   |                |                |                |                | 1°             |                |                |                |                |                |
| Prize of Moscow News      | 5°             |                |                |                |                |                |                |                |                |                |
| Nations Cup               |                |                |                | 2°             |                | 1°             |                |                |                |                |
| Nebelhorn Trophy          |                | 2°             |                |                |                |                |                |                |                |                |
| NHK Trophy                |                |                |                | 1°             | 1°             |                |                |                |                |                |
| Skate America             |                |                |                |                | 3°             | 1°             | 2°             |                |                |                |
| Skate Canada              |                |                | 2°             |                |                |                |                |                |                |                |
| Nazionali                 |                |                |                |                |                |                |                |                |                |                |
| Campionati russi          |                |                |                |                | 1°             | 3°             |                | 1°             | 3°             |                |
| Campionati sovietici      |                |                | 1°             | 2°             |                |                |                |                |                |                |